# Führerhauptquartier Felsennest
Felsennest war der Deckname eines sogenannten Führerhauptquartiers in Rodert, einem heutigen Stadtteil von Bad Münstereifel in der Eifel.

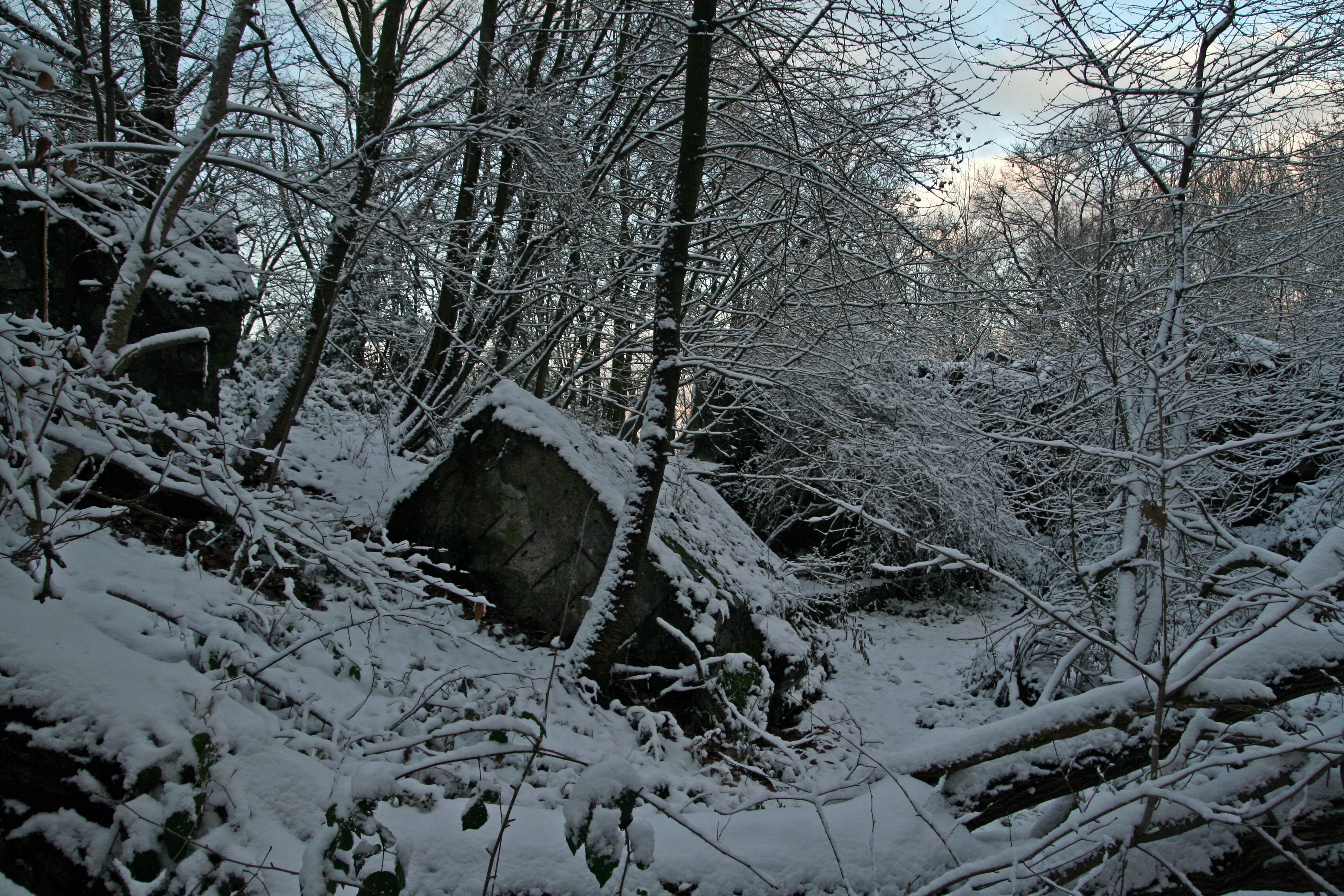
Reste des Führerbunkers

## Lage und Aufbau
Das „Felsennest“ war das erste ortsfeste Führerhauptquartier des Zweiten Weltkrieges. Im Gegensatz zu den späteren Hauptquartieren, die abseits von Städten und Dörfern lagen und aufwändig bewacht wurden, befand sich das Felsennest am Rand des Dorfes Rodert 50° 32′ 52,9″ N, 6° 46′ 16,4″ O.

Es handelte sich ursprünglich um eine beschränkt ausgebaute Flak-Batteriestellung der „Luftverteidigungszone West“ (abgekürzt LVZ West). Auf dem Radberg errichtete man ab 1939 vier betonierte Geschützstände, eine Gerätestellung zur Ermittlung der Schusswerte, eine Stellung für eine 2-cm-Flak 30 zur Fliegerabwehr, Mannschaftsbaracken und Munitionsbunker. Etwas abgesetzt von der Batterie-Stellung mit 8,8-cm-Flak errichtete man auf einem Bergrücken Stände für die Feuerleitung der umliegenden Batterie-Stellungen. Diese beiden Bunker waren die Grundlage des später gebauten „Führerhauptquartiers“. Es wurde seit Februar 1940 ausgebaut und lag im hinteren Bereich des Westwalls. Die Anlage ist die einzige dieser Art, die keinen neuen Decknamen erhielt, sondern den bestehenden topographischen Namen eines Bergrückens übernahm. In den 1970er Jahren wurde der Name von der offiziellen topographischen Karte getilgt und in Eselsberg geändert. 

Lage des FHQ Felsennest in Europa

1939 wurde das Felsennest von Angehörigen der Organisation Todt unter höchsten Sicherheitsvorkehrungen in kurzer Zeit gebaut. Die neu gebaute Anlage bestand aus vier Bunkern und drei Baracken. Auch die Zufahrtsstraße nach Rodert baute man aus.
Hitler besuchte im Herbst 1939 das Felsennest zur Vorbereitung des Angriffs gegen Frankreich. Er entschied sich jedoch erst Ende Februar 1940 das Felsennest als Führerhauptquartier zu nutzen. Das eigentlich für den Westfeldzug gedachte Hauptquartier Adlerhorst im Taunus (nördlich von Frankfurt am Main) lehnte er zuvor ab. Mitte März 1940 trafen erste Einheiten des Führer-Begleit-Bataillons in Rodert zur Bewachung der Anlagen ein.
Für die Roderter Bevölkerung wurden zwei Luftschutzbunker gebaut (im Ober- und Unterdorf). Auf dem Gelände des Hauptquartiers errichtete man einen sogenannten Gästebunker und für die Schreibkräfte einen Luftschutzbunker. In Rodert war die Abteilung Landesverteidigung des Wehrmachtführungsamtes (ab 1940 Wehrmachtführungsstab) unter Oberst Walter Warlimont untergebracht.
Die Dorfbewohner erhielten Ausweise (sog. Kennkarten), um den Ort betreten und verlassen zu können.
Die Sicherung und Überwachung innerhalb des Sperrkreises I übernahm die „Leibstandarte SS Adolf Hitler“, außerhalb Soldaten des Führer-Begleit-Bataillons.

## Militärische Nutzung
Während des ersten Teils des Westfeldzuges „Fall Gelb“ (Einmarsch deutscher Truppen in die Niederlande, Belgien, Luxemburg und Nordfrankreich) nutzte Adolf Hitler das Hauptquartier von den Morgenstunden des 10. Mai bis zum 6. Juni 1940. Zeitgleich begann der Angriff im Westen. Das Oberkommando des Heeres war nur wenige Kilometer von Rodert in einem Waldgebiet (Bunker- und Barackenlager) um das Forsthaus Haniel in Hülloch untergebracht. Außenminister Joachim von Ribbentrop, der Reichsführer SS Heinrich Himmler und der Chef der Reichskanzlei Hans Heinrich Lammers hielten sich im sogenannten „Ministerzug Heinrich“ auf, der in Flammersfeld bei Altenkirchen bis zum 8. Juni 1940 dort abgestellt wurde.
Der Sonderzug „Asien“ von Hermann Göring dem Oberbefehlshabers der Luftwaffe stand unweit des Tunnels bei Trimbs (südöstlich von Mayen) an der Bahnstrecke Koblenz – Polch, etwa 50 Kilometer vom Felsennest entfernt. Diese beiden Sonderzüge gehörten als angeschlossene Einrichtungen zum Hauptquartier.

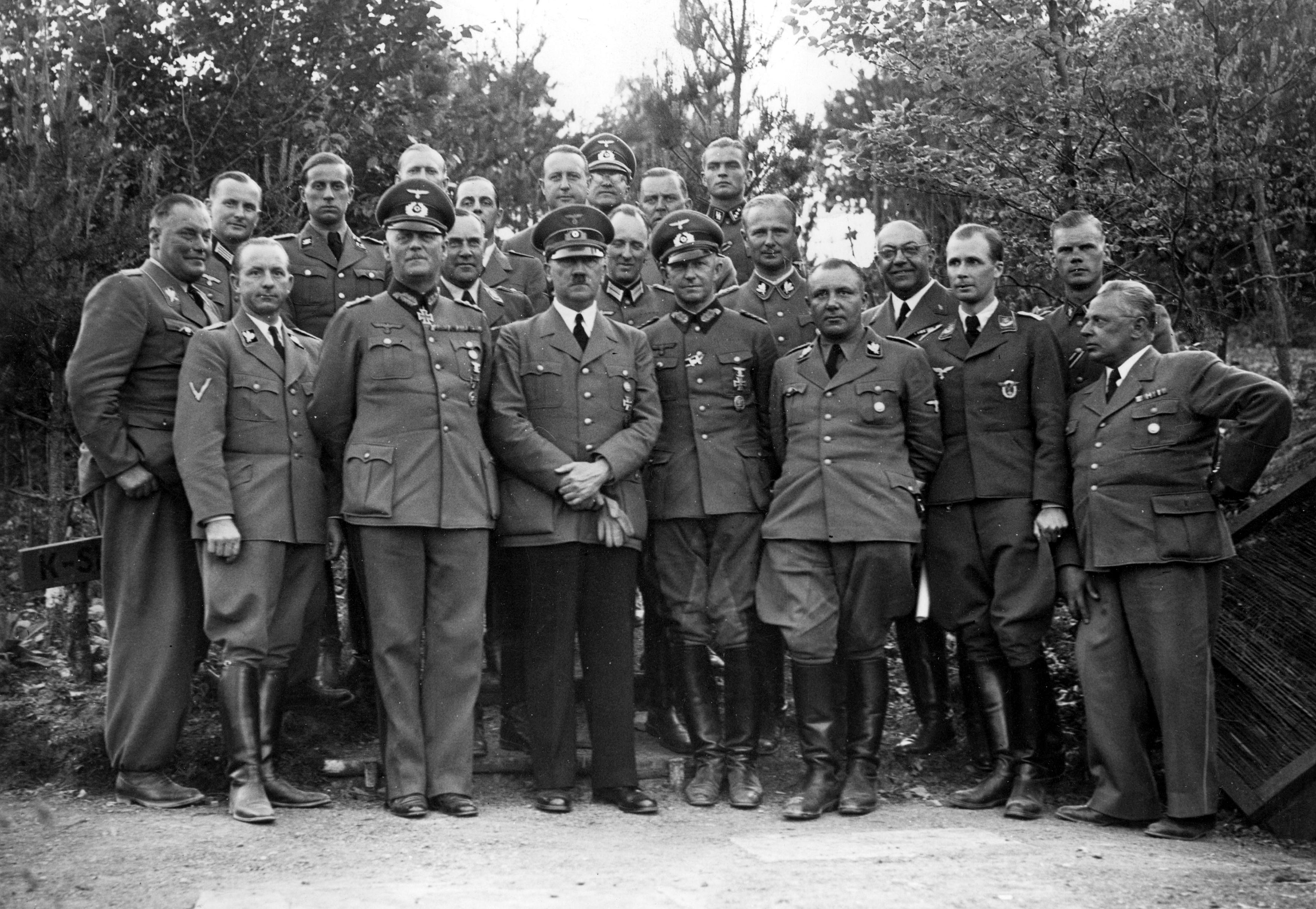
Adolf Hitler mit seinem Stab im Juni 1940 in der Nähe des „K-Standes“ beim Führerhauptquartier Felsennest

Während der Nutzungszeit als Hauptquartier empfing Hitler unter anderem den italienischen Botschafter Alfieri, Großadmiral Raeder, Reichsführer SS Heinrich Himmler, Außenminister von Ribbentrop, Reichsminister Göring, Generaloberst von Brauchitsch, General Franz Halder, General der Flieger Friedrich Christiansen, Reichskommissar für die besetzten norwegischen Gebiete, Josef Terboven, Reichsminister Otto Meissner, Sepp Dietrich, Chef der „Leibstandarte SS Adolf Hitler“; Reichsminister Fritz Todt, Reichsminister und Chef der Reichskanzlei Hans Heinrich Lammers, Reichsinnenminister Wilhelm Frick, Propagandaminister Goebbels. Am 11. Mai besuchte Hitler das OKH-Quartier, um sich dort die Lage vortragen zu lassen. Es war sein einziger Besuch des OKH-Quartiers während des gesamten Westfeldzuges. In einer eigens gebauten, gut getarnten Holzbaracke fanden im Sperrkreis I durchschnittlich zweimal am Tag die Lagebesprechungen (Teilnehmer unter anderem: Keitel, Chef des OKW und Jodl, Chef des Wehrmachtführungsamtes) statt. Hitler empfing am 13. Mai 1940 Fallschirmjäger, die bei der Eroberung des belgischen Forts Eben-Emael eine wichtige Rolle spielten, um ihnen das Ritterkreuz zu verleihen. Am 21. Mai 1940 erfolgte im Felsennest eine zweite hohe Ordensverleihung, die im Zusammenhang mit der Eroberung des Forts in Belgien stand. Feldwebel Josef Portsteffen und Oberstleutnant Hans Mikosch wurden von Hitler mit dem Ritterkreuz ausgezeichnet. Portsteffen war der erste Unteroffizier des Heeres, der eine solch hohe Auszeichnung erhielt.
Mit einem Erlass vollzog Hitler am 18. Mai 1940 die Annexion der durch den Friedensvertrag von Versailles abgetrennten Gebiete von Eupen, Malmedy und Moresnet und gliederte sie in die Rheinprovinz (Regierungsbezirk Aachen) ein.
Am 24. Mai 1940 ließ Hitler die Panzertruppen vor Dünkirchen anhalten (siehe Schlacht von Dünkirchen). Erst einige Tage später konnten sie den Angriff auf Dünkirchen und den Hafen wieder aufnehmen. So konnten über 300.000 alliierte Soldaten nach England evakuiert werden. Im Felsennest versuchte der Oberbefehlshaber des Heeres, von Brauchitsch, Hitler zur Rücknahme seines folgenschweren Befehls zu bewegen; vergebens.
Ende Mai 1940 traf Hitler erneut den italienischen Botschafter Alfieri. Dieser überbrachte eine Botschaft von Mussolini über den bevorstehenden Kriegseintritt Italiens an der Seite des Deutschen Reiches. Er erfolgte schließlich am 10. Juni 1940.
Am 1. Juni 1940 unternahm Hitler mit seinem Gefolge eine zweitägige Reise nach Belgien und Nordfrankreich. Dabei traf er u. a. Kommandierende Generäle und die Oberbefehlshaber. Er kehrte am 2. Juni per Flugzeug wieder zum Felsennest zurück.
Während der Nutzungszeit als Führerhauptquartier wurde das Felsennest mehrfach von feindlichen Flugzeugen überflogen. Ein ernsthafter Luftangriff erfolgte jedoch nicht. Es wurden Vorsichtsmaßnahmen zur Fallschirmjägerbekämpfung ergriffen. Die Verantwortlichen rechneten mit einem entsprechenden Unternehmen der Briten und Franzosen. Die Sicherheitsvorkehrungen waren gegenüber dem späteren FHQ Wolfsschanze jedoch denkbar einfach.
Nach Hitlers Abreise am 6. Juni 1940 wurde das Felsennest weiterhin bewacht und gewartet. Das Eifeler Hauptquartier war fast während des gesamten Krieges bis März 1945 jederzeit bezugsfähig.
Während der Lagebesprechung am 5. März 1943 im Hauptquartier Werwolf teilte Hitler mit, dass er das Felsennest nicht wieder nutzen wolle. Als Grund führte er die Luftbedrohung und die Gefahr einer Zerstörung der ca. 15 Kilometer entfernten Stadt Euskirchen an.
Mitte September 1944 nutzte die Führungsstaffel der 7. Armee der Heeresgruppe B vorübergehend die Anlagen um das Forsthaus Hülloch als Hauptquartier (Näheres hier). Wenige Monate später (vermutlich Ende November/Anfang Dezember 1944) bezog der Oberbefehlshaber der Heeresgruppe B, Feldmarschall Walter Model, das ehemalige OKH-Quartier in Hülloch. Von dort aus führte er die Ardennenoffensive (Beginn 16. Dezember 1944) – zunächst den Vormarsch und dann den Rückzug. Ende Dezember 1944 besuchte Reichsminister Speer den Oberbefehlshaber der Heeresgruppe B in seinem Bunker- und Barackenlager in Hülloch. Anfang 1945 fanden zwei Luftangriffe auf die Anlagen des ehemaligen OKH-Quartiers statt. Neben erheblichem Sachschaden gab es zahlreiche Tote und Verwundete.

## Propagandistische Inszenierung der Anlage

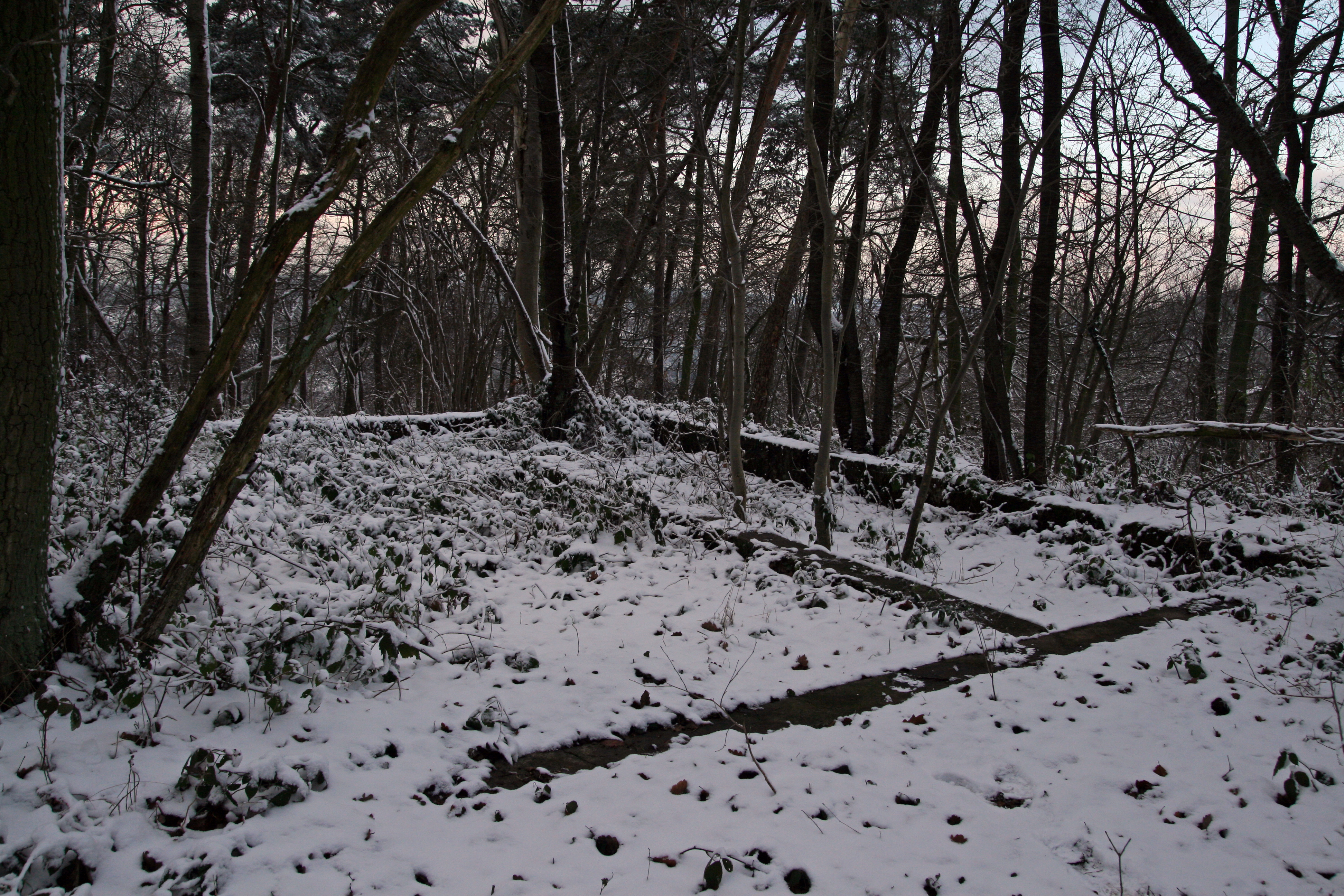
Fundamente der Lagebaracke

Die „Führerhauptquartiere“ waren nicht nur Anlagen militärischer Zweckmäßigkeit, sondern standen von Beginn an im Zentrum der NS-Propaganda, die das Wort „Führerhauptquartier“ zu einem exklusiven Markenzeichen Hitlers als Oberbefehlshaber der Wehrmacht machte.

Hitler nahm dabei auch Einfluss auf Ortswahl und insbesondere die Ausgestaltung seiner Hauptquartiere. Diese hatten in ihrer Anlage besonders einfach zu sein, da Hitler für die Propaganda das Bild eines asketischen Staatsführers pflegte. Aus diesen Gründen lehnte er im Vorfeld der Nutzung der Anlage „Felsennest“ die bereits bezugsfertig ausgebaute Anlage Ziegenberg ab, da er nicht in einem ehemals adligen Herrenhaus residieren wollte. Die am Bau der Anlage beteiligten Architekten Friedrich Classen und Siegfried Schmelcher gaben später Hitlers Ablehnung wie folgt wieder:
„Aber nachdem dieses Hauptquartier […] Millionen von Reichsmark verschlungen hatte […], erklärte Hitler, das Hauptquartier sei für ihn viel zu luxuriös. […] Die Volksgenossen, die später einmal Wallfahrten zum früheren Führerhauptquartier machen würden […], würden solchen Luxus niemals verstehen.“
Die Anlagen waren somit von Anfang an auch als Denkmale für die Nachwelt und zum Nachruhm Hitlers als Feldherr gedacht. Das „Felsennest“ als erstes ortsfestes Hauptquartier, von dem aus Hitler die entscheidende erste Etappe des Frankreich-Feldzugs bis zum 3. Juni 1940 verfolgt hatte, sollte daher auf Anordnung Hitlers vollkommen unverändert erhalten bleiben. Hitler beauftragte überdies den bekannten Kriegsmaler Ernst Vollbehr damit, seine Hauptquartiere in Frankreich zu malen.

## Nachkriegszeit
Anfang März 1945 wurden die wichtigsten Anlagen im Sperrkreis I (das heißt der K- und F-Stand sowie mehrere Baracken) von deutschen Soldaten gesprengt. Vermutlich wurden im selben Zeitraum auch die Bunkerbauten um das Forsthaus Hülloch ebenfalls von der Wehrmacht zerstört. Münstereifel und die Umgebung wurden am 7. März 1945 kampflos von US-amerikanischen Soldaten eingenommen. Am 17. März 1945 ereignete sich am Rande des Dorfes, am Abhang des Radberges, eine gewaltige Explosion. Die Ursache dieser Explosion ist bis heute nicht restlos geklärt. Es gibt Hinweise (unter anderem Bodenfunde), die auf einen Frühabsturz einer V2-Rakete hindeuten.
Nach dem Krieg waren die Anlagen für kurze Zeit herrenloses Gut, jeder holte sich, was er brauchen konnte. Es gab Listen mit Angaben, wer was aus den Anlagen herausgeholt hatte; die Sachen wurden eingezogen und anschließend versteigert. Die Bunker in und um Rodert dienten bis Ende der 1940er Jahre Obdachlosen/Flüchtlingen als Notunterkünfte. Eine große Kinobaracke verkaufte man an eine Euskirchener Gemüsehändlerin. Die Luftschutzbunker für die Zivilbevölkerung sowie der Gästebunker am Batterie-Beständelager wurden in den folgenden Jahren abgerissen. Reste des Batterie-Beständelagers entfernte man in den 1990er Jahren.

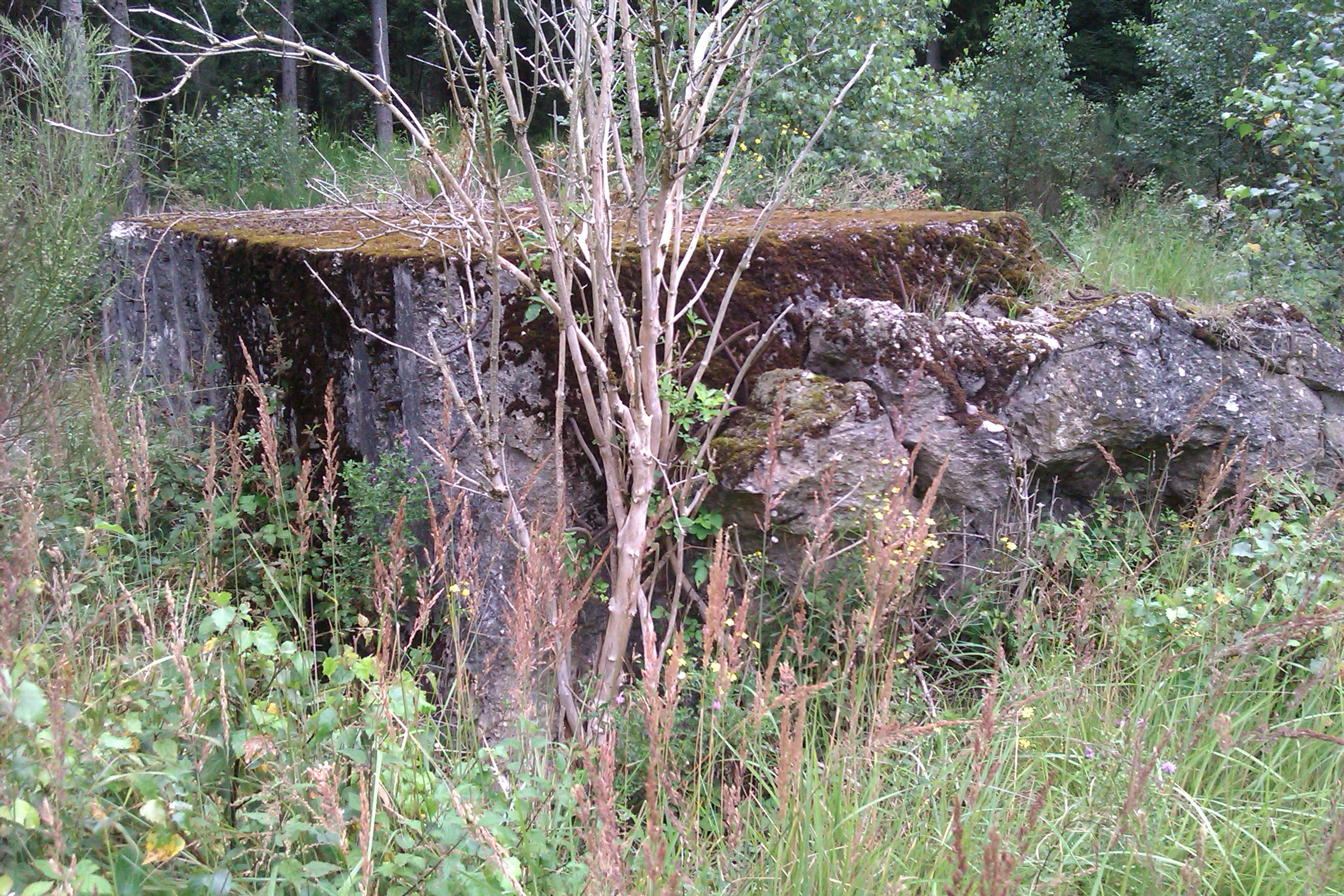
Bunkerreste

## Heutiger Zustand
Auch heute noch findet man bauliche Reste des Führerhauptquartiers. Der sogenannte Führerbunker ist als gesprengte Ruine erhalten, von der Lagebaracke findet man noch das Fundament. Auf der Kuppe des Eselsbergs liegen noch die gesprengten Betonreste des K-Standes. Das kleine Gästehaus, in dem die weiblichen Schreibkräfte untergebracht waren, hat einen neuen Eigentümer. Der neben dem Haus gelegene Luftschutzbunker für Frauen ist noch erhalten.
Drei kleine Splitterschutzbunker im ehemaligen Sperrkreis II sind ebenfalls erhalten. Im Wald um das Felsennest findet man noch vereinzelt die Reste des Sperrzauns für den Bezirk I. Auch zwei Ein-Mann-Unterstände (vergleichbar mit den sogenannten Koch-Unterständen) sind nicht beseitigt worden. Die ehemalige Friseurbaracke und ein Badehaus wurden nach dem Krieg um- und ausgebaut. Das ehemalige Wachhaus aus dem Bauprogramm 1942/1943 ist ebenfalls noch erhalten. Das Gebäude wurde zwischenzeitlich verklinkert und mit einem neuen Dach versehen.
Von der Flaksicherung findet man Reste von zwei betonierten Geschützständen und Betontrümmer der Befehlsstelle I für das Kommandogerät 36 auf dem Radberg und auf den umgebenden Höhen Betonfundamente von hölzernen Türmen für leichte Flak (2 cm). Die Aufbauten wurden bereits im Mai 1945 im Auftrag des Landrats verkauft, bei einem wurde als zukünftiger Verwendungszweck „Hochsitz“ angegeben.
Im Bereich des Bad Münstereifeler Ortsteiles Forsthaus Hülloch (Hanielsche Forstverwaltung) befinden sich rechts und links der Straße große Trümmerteile der gesprengten Bunkeranlagen, die einmal dem Oberkommando des Heeres (OKH) als festes Quartier dienten (Generaloberst von Brauchitsch und General von Halder). Das Forsthaus war Quartier von Teilen des Generalstabes. Auch ein Postenstand gegenüber der Einfahrt zum Forsthaus ist erhalten geblieben. Er steht unter Denkmalschutz.
Der Feldflugplatz Odendorf wurde nach dem Krieg abgerissen. Es entstand ein Neubaugebiet.